# Neoaves
Ordre
Les Neoaves sont un clade composé de tous les oiseaux modernes (Neornithes ou Aves) à l'exception des Paleognathae (ratites et parents) et Galloanserae (canards, poulets et parents). Près de 95 % des 10 000 espèces d'oiseaux modernes connues appartiennent aux neoaves.
La diversification précoce des divers groupes néoaviens s'est produite très rapidement autour de l'événement d'extinction Crétacé-Paléogène,. Les tentatives d'explications de leurs relations les uns avec les autres ont initialement donné lieu à de nombreuses controverses,.

## Phylogénie
La diversification précoce des divers groupes néoaviens s'est produite très rapidement autour de l'événement d'extinction Crétacé-Paléogène. Les tentatives de résoudre leurs relations ont produit des résultats contradictoires, certains assez controversés, en particulier dans les études antérieures,. Néanmoins, certaines grandes études phylogénomiques récentes des Néoaves ont conduit à de nombreux progrès dans la définition des ordres et des groupes supraordinaux au sein des Néoaves, même si elles ne sont pas parvenues à un consensus sur une topologie d'ordre supérieur globale de ces groupes,,,. Une étude génomique de 48 taxons par Jarvis et al. (2014) a divisé les Neoaves en deux clades principaux, Columbea et Passerea, mais une analyse de 198 taxons par Prum et al. (2015) a trouvé différents regroupements pour la première scission des Neoaves. Une nouvelle analyse avec un ensemble de données étendu par Reddy et al. (2017) a suggéré que cela était dû au type de données de séquence, les séquences codantes favorisant la topologie Prum. Les désaccords sur la topologie, même avec de grandes études phylogénomiques, ont conduit Suh (2016) à proposer une polytomie de neuf clades comme base pour les Neoaves. Une analyse de Houde et al. (2019) a proposé Columbea et une polytomie dure réduite de six clades dans Passerea.
Ces études s'accordent néanmoins sur un certain nombre de groupes supraordéraux, que Reddy et al. (2017) a surnommé les « sept magnifiques » qui, avec trois « ordres orphelins », constituent les Neoaves. De manière significative, ils comprennent tous deux un grand clade d'oiseaux aquatiques (Aequornithes) et un grand clade d'oiseaux terrestres (Telluraves). Les groupes définis par Reddy et al. (2017) sont les suivants : 
- Les « sept magnifiques » clades supraordinaux :

1. Telluraves (oiseaux terrestres)
2. Aequornithes (oiseaux d'eau)
3. Eurypygimorphae (giroflée, kagu et oiseaux tropicaux)
4. Otidimorphae (turacos, outardes et coucous)
5. Strisores (engoulevents, martinets, colibris et alliés)
6. Columbimorphae (mésites, gangas et pigeons)
7. Mirandornithes (flamants roses et grèbes)

- Les trois ordres orphelins : 
  - Opisthocomiformes (hoatzin)
  - Gruiformes (grues et râles)
  - Charadriiformes (oiseaux de rivage, goélands et alcidés)

Le cladogramme suivant illustre les relations proposées entre tous les ordres d'oiseaux néoaviens en utilisant l'arbre supraordinal récupéré par Prum, RO et al. (2015), avec certains noms de taxons suivant Yury, T. et al. (2013) et Kimball et al. (2013).
- Neoaves
  - Strisores
    - Caprimulgiformes (engoulevents) 
    - 
      - 
        - Steatornithiformes (guacharos) 
        - Nyctibiiformes (ibijaux)

      - 
        - Podargiformes (podarges) 
        - 
          - Aegotheliformes (égothèles)
          - Apodiformes (colibris, martinets) 

  - 
    - Columbaves
      - Otidimorphae
        - Musophagiformes (touracos)
        - 
          - Otidiformes (outardes)
          - Cuculiformes (coucous)

      - Columbimorphae
        - Columbiformes (pigeons) 
        - 
          - Mesitornithiformes (mésites)
          - Pterocliformes (gangas)

    - 
      - Gruiformes (grues, râles, gallinules, foulques, etc.)
      - 
        - Aequorlitornithes
          - 
            - Mirandornithes
              - Phoenicopteriformes (flamants)
              - Podicipediformes (grèbes)

            - Charadriiformes (limicoles et apparentés)

          - Ardeae
            - Eurypygimorphae
              - Phaethontiformes (phaétons)
              - Eurypygiformes (caurales et kagous)

            - Aequornithes
              - Gaviiformes (plongeons)
              - 
                - Austrodyptornithes
                  - Procellariiformes (albatros et pétrels)
                  - Sphenisciformes (manchots) 

                - 
                  - Ciconiiformes (cigognes) 
                  - 
                    - Suliformes (cormorans, fous, etc.)
                    - Pelecaniformes (pélicans, hérons, ibis, etc.)

        - Inopinaves
          - Opisthocomiformes (hoazin)
          - Telluraves
            - Accipitrimorphae
              - Cathartiformes (vautours du Nouveau Monde, condors)
              - Accipitriformes (vautours, aigles, buses, etc.)

            - 
              - 
                - Strigiformes (chouettes, hiboux, effraies)
                - Coraciimorphae
                  - Coliiformes (colious/oiseaux-souris)
                  - Cavitaves
                    - Leptosomiformes (courol vouroudriou)
                    - Eucavitaves
                      - Trogoniformes (trogons)
                      - Picocoraciae
                        - Bucerotiformes (calaos et apparentés)
                        - Picodynastornithes
                          - Coraciiformes (Martin-pêcheurs, rolliers, guêpiers, etc.)
                          - Piciformes (pics et apparentés)

              - Australaves
                - Cariamiformes (cariamas)
                - Eufalconimorphae
                  - Falconiformes (faucons)
                  - Psittacopasserae
                    - Psittaciformes (perroquets, perruches et apparentés)
                    - Passeriformes (passereaux)